# Oconto (Nebraska)
Oconto és una població dels Estats Units a l'estat de Nebraska. Segons el cens del 2000 tenia 141 habitants.

## Demografia
Segons el cens del 2000, Oconto tenia 141 habitants, 65 habitatges, i 39 famílies. La densitat de població era de 259,2 habitants per km².
Dels 65 habitatges en un 27,7% hi vivien nens de menys de 18 anys, en un 52,3% hi vivien parelles casades, en un 4,6% dones solteres, i en un 38,5% no eren unitats familiars. En el 35,4% dels habitatges hi vivien persones soles el 13,8% de les quals corresponia a persones de 65 anys o més que vivien soles. El nombre mitjà de persones vivint en cada habitatge era de 2,17 i el nombre mitjà de persones que vivien en cada família era de 2,8.
Per edats la població es repartia de la següent manera: un 24,1% tenia menys de 18 anys, un 5,7% entre 18 i 24, un 27,7% entre 25 i 44, un 21,3% de 45 a 60 i un 21,3% 65 anys o més.
L'edat mediana era de 38 anys. Per cada 100 dones de 18 o més anys hi havia 114 homes.
La renda mediana per habitatge era de 23.125 $ i la renda mediana per família de 34.167 $. Els homes tenien una renda mediana de 24.583 $ mentre que les dones 16.875 $. La renda per capita de la població era de 13.377 $. Aproximadament el 16,7% de les famílies i el 17,5% de la població estaven per davall del llindar de pobresa.

## Poblacions més properes
El següent diagrama mostra les poblacions més properes.